# Alfa Romeo Alfa 6

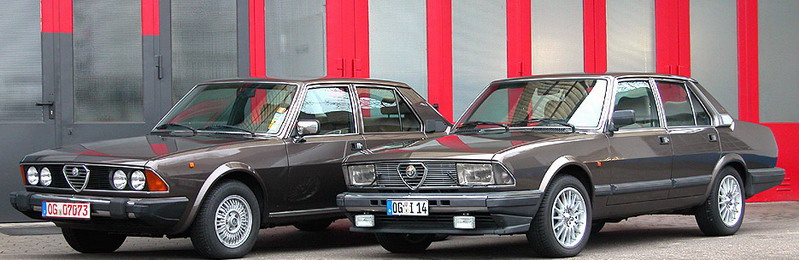
Alfa Romeo Alfa 6
(links: erste Serie, 1979–1983;
rechts: zweite Serie, 1983–1986)

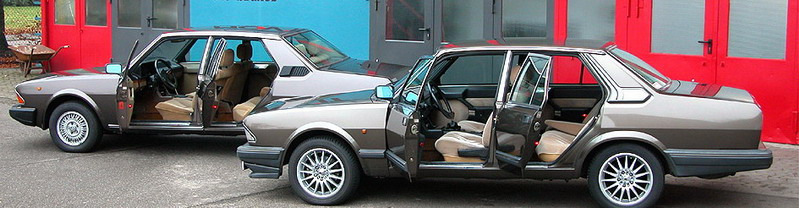
Innenräume beider Serien

Der Alfa Romeo Alfa 6 war ein Fahrzeug der oberen Mittelklasse des italienischen Automobilherstellers Alfa Romeo. Er wurde von April 1979 bis Dezember 1986 gebaut.

## Allgemeines
Der Alfa 6 wies optisch eine starke Ähnlichkeit mit dem Mittelklassefahrzeug Alfa Romeo Alfetta auf, besaß jedoch deutlich größere Außenabmessungen. Im Gegensatz zur Alfetta war der große Alfa (in Italien Alfone genannt) nicht in der Transaxle-Bauweise ausgeführt, sondern besaß einen konventionellen Antrieb.
Die Einführung des Fahrzeuges wurde aufgrund der Ölkrise von Herbst 1973 auf Frühjahr 1979 verschoben, weshalb das Design mit seinen großen Überhängen und den 14-Zoll-Rädern bei der Präsentation bereits etwas veraltet wirkte. Der von Giuseppe Busso neu entwickelte V6-Motor mit ursprünglich sechs Dell’Orto-Vergasern FRPA 40 wurde in verschiedenen Entwicklungsstufen bis 2005 in diversen Alfa Romeo-Modellen verwendet. Das Getriebe stammte von ZF, vorne wirkte ein Fahrwerk mit Drehstabfeder und Doppelquerlenkerradaufhängung, hinten eine De-Dion-Achse mit innenliegenden Bremsscheiben. Vorne verzögerten Vier-Kolben-Bremszangen von Ate. Für eine optimale Traktion sorgte eine 25-%-Differenzialsperre.
Magnesiumfelgen, Zentralverriegelung, elektrische Fensterheber, Klimaanlage, Lederausstattung, optionale ZF-Drei-Gang-Automatik und ein großer Kofferraum machten den Alfone zu einer  sportlich-luxuriösen Limousine, die in Italien als Regierungsfahrzeug verwendet wurde. Selbst für den Papst entstand ein Fahrzeug. Preislich orientierte er sich anfangs an den damaligen Top-Modellen der oberen Mittelklasse, dem Mercedes 280 E und dem BMW 528i und wurde nur in einer Motorisierungsvariante, dem 2,5-Liter-V6 angeboten. Die Frontpartie des Fahrzeugs hat durch die doppelten Rundscheinwerfer und den zu dieser Zeit bei Alfa Romeo üblichen Kühlergrilleinsatz mit Firmenlogo Ähnlichkeiten zur ersten BMW 7er-Reihe.
Im Rahmen einer Modellpflegemaßnahme im Frühjahr 1983 wurde das Design von Bertone überarbeitet. Eine der auffälligsten optischen Änderungen der zweiten Serie war der Einsatz von Breitbandscheinwerfern anstelle der zuvor verwendeten Doppelscheinwerfer. Ein markantes Detail war das stilisierte große „B“ auf der C-Säule als Zeichen für Bertone. Es diente als Luftaustritt und verdeckte den Tankstutzen. Die Innenausstattung war jetzt wesentlich luxuriöser und entsprach mehr dem ursprünglichen Konzept als Nachfolger des Maserati Quattroporte. Das Motorenangebot wurde um drei Maschinen erweitert: ein 2,5-Liter-V6-Einspritzer mit Bosch-L-Jetronic, ein 2,5-Liter-Turbodiesel mit fünf Zylindern von VM Motori in Cento, der später auch im Toyota Land Cruiser und Range Rover verwendet wurde, und eine 2-Liter-Vergaserversion des V6.
Ende 1986 wurde die Produktion des Alfa 6 nach nur etwa 12.050 gebauten Exemplaren eingestellt, davon 6358 der ersten Serie, 1168 der zweiten Serie mit 2,5-Liter-V6, 1771 mit 2,0-Liter-V6 und 2746 mit 2,5-Liter-R5-Turbodiesel-Motor. Sieben Exemplare der ersten Serie, die man mit zahlreichen Modifikationen in die USA importiert hatte, wurden dort vom Importeur sofort als unverkäuflich verschrottet.

## Karosserie
Der Alfa 6 ist eine Limousine mit Stufenheck. Die Fahrzeuglänge beträgt 4760 mm, die Fahrzeugbreite beträgt 1690 mm und die Höhe 1400 mm.
Die Modelle mit Ottomotor haben ein Leergewicht von 1350 kg (erste Serie) bzw. 1470 kg (zweite Serie), die Dieselvariante wiegt 1580 kg.

## Motoren

### 04/1979 bis 10/1983
Vom Verkaufsstart im Frühjahr 1979 bis zur Überarbeitung im Herbst 1983 wurde der Alfa 6 ausschließlich mit einem 2,5-Liter-Ottomotor angeboten:
| Modell     | Motorbauart | Hubraum  | Gemischaufbereitung            | Leistung        | max. Drehmoment     |
| ---------- | ----------- | -------- | ------------------------------ | --------------- | ------------------- |
| Alfa 6 2,5 | V6          | 2492 cm³ | sechs Einzelvergaser Dell’Orto | 116 kW (158 PS) | 224 Nm bei 4000/min |

### 10/1983 bis 12/1986
Mit der Modellpflege im Herbst 1983 kamen zusätzlich ein kleinerer Ottomotor und ein Dieselmotor ins Angebot.
| Modell           | Motorbauart | Hubraum  | Gemischaufbereitung            | Motoraufladung  | Leistung        | max. Drehmoment     |
| ---------------- | ----------- | -------- | ------------------------------ | --------------- | --------------- | ------------------- |
| Alfa 6 2,0 V6    | V6          | 1997 cm³ | sechs Einzelvergaser Dell’Orto | –               | 099 kW (135 PS) | 178 Nm bei 4500/min |
| Alfa 6 2,5 V6 QO | V6          | 2492 cm³ | Bosch L-Jetronic-Einspritzung  | –               | 116 kW (158 PS) | 215 Nm bei 4000/min |
| Alfa 6 2,5 TD    | R5          | 2494 cm³ |                                | Abgasturbolader | 077 kW (105 PS) | 206 Nm bei 2400/min |